# Tmarus planetarius
Tmarus planetarius är en spindelart som beskrevs av Simon 1903. Tmarus planetarius ingår i släktet Tmarus och familjen krabbspindlar. Inga underarter finns listade i Catalogue of Life.